# ルパン三世 霧のエリューシヴ
- ルパン三世 > ルパン三世 霧のエリューシヴ
- トムス・エンタテインメントの作品一覧 > ルパン三世 霧のエリューシヴ
- 金曜ロードショー > ルパン三世 霧のエリューシヴ

『ルパン三世 霧のエリューシヴ』（ルパンさんせい きりのエリューシヴ）は、モンキー・パンチ原作のアニメ『ルパン三世』のTVスペシャルシリーズ第19作。2007年7月27日に日本テレビ系の『金曜特別ロードショー』にて放送された。視聴率は17.0%。ルパン三世生誕40周年記念作品である。

## 概要
ルパン三世生誕40周年記念作品として製作され、過去作のオマージュなどが多く取り入れられている。本作の敵役である魔毛狂介自体が、『TV第1シリーズ』第13話「タイムマシンに気をつけろ!」の敵役である（詳細な設定は異なり、厳密には別人物である。詳しくはルパン三世 (TV第1シリーズ)の登場人物#13話「タイムマシンに気をつけろ!」を参照）。

### 製作
原作者モンキー・パンチの生まれ故郷である北海道浜中町が本作の舞台となっている。
『TV第2シリーズ』の特徴であったCM前後のアイキャッチも、TVスペシャルとしては初めて挿入され、劇場映画第4作『ルパン三世 くたばれ!ノストラダムス』以来12年ぶりに特別参加という形で大塚康生が担当、結果的に大塚が最後のシリーズ参加となった。このアイキャッチは車から落ちる形はTV第2シリーズと同じだが、車種はアルファロメオから本作で使用されるフィアット500になっている。フィアット500は前作『ルパン三世 セブンデイズ・ラプソディ』にも登場するが、TV第1シリーズから登場するルパンの代表的な愛車であり、元々は大塚が自身の愛車をモチーフとして登場させたものであった。また、本作のフィアットのルーフには寝袋が積まれていたが、これは劇場映画第2作『ルパン三世 カリオストロの城』のオマージュである。
本作は過去に劇場作品等を担当したテレコムアニメーションフィルムが担い、前作『セブンデイズ・ラプソディ』に続いてテレコムの八崎健二、増田敏彦らが作画監督として携わっている。キャラクターデザインはそれまでのTV第2シリーズの焼き直しのデザインからソフトに仕上げ、どちらかといえばTV第1シリーズに近い顔立ちとなっている。音響効果は前作で降板した糸川幸良に代わり、『カリオストロの城』で効果を担当した経歴もある倉橋静男が担当した。
ルパン三世シリーズでは初めてハイビジョン放送に対応した。

### その他
双葉社から出版されている「ルパン三世officialマガジンVOL.13」では本作の漫画版が掲載されたが、魔毛はTV第1シリーズと同一人物という設定で、シークエルという形に翻案されている。

## あらすじ
2007年夏、北海道浜中町の霧多布岬近くの海岸。
ルパン、次元の2人は不二子の頼みを受けて海底をサルベージし、「白きたまゆら」と呼ばれるお宝を探していた。それはかつて、この地域を支配していた部族の秘宝で、「天にそびえる眼（まなこ） その懐に青き炎 竜の角（つの）砕けるとき、白きたまゆら時を貫く」という伝承に基づいていた。そんな中、海上保安庁と北海道警察を引き連れた銭形が現れ、ルパンらは海上で待機する不二子を置き去りにして逃走する。駐車場で待機していた五ェ門と合流し、銭形の追跡をかわして逃走するルパン達だったが、3人の乗る車の進路を妨害するように、近くを走行する車の運転手が次々と消えていくという怪異に見舞われる。やがて霧深い岬の灯台（湯沸岬灯台）までやって来ると、そこには魔毛狂介と名乗る怪しげな男が待ち構えていた。直後、ルパンら3人とそれを追ってきた銭形は、怪しげな光に包まれる。
ルパン達が気が付くと、そこは弓や槍が用いられた戦場だった。シャイン家と呼ばれる方の勢力に捕まったルパン達は、そのまま彼らの本拠地である女性像をかたどった城に連行される。牢屋に入れられたルパン達の前に再び魔毛が現れ、自分はタイムマシンを発明して西暦2800年代の未来からやってきた科学者であり、ここは500年前の北海道だという。彼は恋人をルパン三十三世に寝取られたと言い、その復讐として先祖にあたるルパン三世を苦しめた末に殺したいという。さらに、魔毛は対象人物の先祖を殺すことによってその人物を消失させられることも明かし、再び姿を消す。ルパン達は元の時代に戻る方法を考え、こここそが伝承の時代であること、また伝承にあった「時を貫く」がタイムリープを意味し、探している「白きたまゆら」こそが時間移動ができるアイテムではないかと推理し手に入れようとする。
長きにわたってノース家と抗争しているシャイン家は、ルパン達が所持していた拳銃に興味を持ちノース家の間者ではないかと疑う。本物の間者を倒し、シャイン家の女王・イセカの命を救ったルパン達は追放処分で済み、渡し舟の船頭で集落の外に住むタカヤの家に居候する。伝承の「青き炎」が、イセカの大きな青い宝石をあしらった首飾りではないかと推理したルパンは、これを狙って再びシャイン家の城に潜入する。ところがそこに不二子にそっくりなくノ一のような格好の女盗賊・お不三が現れ、彼女もまた首飾りを狙っていた。
再び魔毛が現れると、彼の真の狙いも「白きたまゆら」であることを明かす。実は自分以外が行った時間改変を発見し、能力を独占するため、ルパンらにそれを探させているのだという。また、お不三の正体も不二子の先祖であり、お不三を殺して不二子を消滅させたくなければ、自分の言うことを聞くように迫る。
お不三と共同戦線を張ったり、五ェ門をイセカの護衛役に就けたルパンはお宝の謎を推理していく。戦を望まないイセカの優しさを知った五ェ門はノース家の城に潜入し、彼らの若き長・エシカにイセカの胸中を伝える。
一方、お宝を見つけられないルパンは逆に魔毛をおびき出し、彼のタイムマシンを奪い盗ろうと策を立てるが、失敗して魔毛を激怒させる。お宝を手に入れるよりも、隠されているであろうシャイン家の城ごと破壊してしまおうと考えた魔毛は、敵方のノース家に肩入れし、彼らにサブマシンガンを数丁与える。好戦的なノース家の宰相・オビタキは、主君エシカの意向を無視し、今度こそシャイン家を滅ぼそうとする。
シャイン家とノース家の最後の戦いが始まり、銃器を持つノース家が優勢にことを進めていく。魔毛の攻撃によって城が崩れ落ちようとする中、ルパンは伝承の謎を解き、今度こそお宝を見つけ出したと魔毛に宣言する。それを横取りするため数分前に戻った魔毛をルパンは罠にかけ、タイムマシンを奪うことに成功。イセカは完全に崩れ落ちた城の崩落に巻き込まれるが、それをタイムマシンに乗ったルパンが救い出す。その際の光に包まれた光景こそが「白きたまゆら」であった。
魔毛はお不三にナイフを突きつけて人質とし、形勢逆転を狙うものの失敗、逃亡する。イセカは感謝の印として首飾りを五ェ門に託す。ルパン達はイセカやお不三、タカヤらに別れを告げ、タイムマシンで現代に戻る。
劇中冒頭、銭形が現れる直前の時間軸に戻り、タイムマシンは故障する。ルパン達は不二子がイセカの首飾りをしていることに気づく。不二子はこれは先祖から伝わる家宝だと言い、五ェ門は首飾りをお不三に盗まれていたことに気づく。そこに銭形が現れ、ルパン達は再び逃亡する。
※本編終了後、未来を舞台にしたエピローグがある。

## 登場人物

### メインキャラクター
ルパン三世
かの名高き怪盗アルセーヌ・ルパンの孫で、自らも世界的な大怪盗かつ変装の達人。
「白きたまゆら」を探している最中、魔毛によって500年前にタイムスリップさせられてしまう。その中で「白きたまゆら」の正体がタイムマシンと推理し、元の時代に戻るため探索を始める。
次元大介
コンバットマグナムを使う射撃の名手でルパンの相棒。
ルパンと共に過去へ飛ばされ、「白きたまゆら」を探す。
石川五ェ門
古の大泥棒・石川五ェ門の十三代目。最強の刀「斬鉄剣」を使う居合い抜きの達人。
ルパンと共に過去へ飛ばされる。イセカの用心棒となり、彼女の平和主義のために行動しようとする。
峰不二子
ルパン一味の紅一点で、付かず離れずの存在。時にはルパン達を利用したり、裏切ったりすることも多い。
「白きたまゆら」を見つけて欲しいとルパンを頼るが、自身は何もしない。レギュラーキャラクターでは唯一タイムスリップせず、登場は冒頭とラストのみである。
銭形警部
ルパン一味を追うICPOの捜査官。ルパン専任捜査官であるため、ルパンに関係する事件なら世界中どこでも捜査権が認められている。
海上保安庁、北海道警察を引き連れてルパンを追跡するも、魔毛によるタイムスリップに巻き込まれ、500年前に飛ばされる。ルパンらと異なり、ノース家に拘束される。

### ゲストキャラクター
魔毛狂介
2854年生まれの科学者。本作の敵役。
タイムマシンの製造に成功した天才科学者。しかし、恋人をルパン三十三世に寝取られたことを恨み、その祖先にあたるルパン三世を苦しめるべく、ルパン達を500年前の過去へ飛ばす。しかし、実はもう一つ狙いがあり、自分以外にも時間改変できる者がいると気づき、それを阻止すべく時間改変を可能にすると推測されるお宝「白きたまゆら」をルパンに探し出させるというものであった。
最終的には500年前に取り残されることになり、その後の去就は不明。
お不三
本作のゲストヒロイン。不二子の先祖。
不二子によく似た、くノ一のような格好をした女盗賊。魔毛に唆される形でイセカの首飾りを狙っている。性格は不二子の祖先らしく強気。詳しい状況はわからないものの、魔毛が絡む危機を知り、ルパンと手を組む。
無益な殺生を好まず、父の敵討ちとしてオビタキを殺そうとしているタカヤを諭す。
イセカ
シャイン家の女王。
穏やかな性格で争いを好まない指導者。幼少時、ノース家に攫われ、その時にほぼ同い年のエシカと会っており、シャイン家の力の源泉である火（天然ガス）を分け与えることができれば和解できると信じている。
後世の記録ではシャイン家とノース家の最後の戦において亡くなったとされている。
ハサマ
シャイン家の宰相。
イセカを大事に思っている一方で、彼女の穏健路線には反対し、しばしば独断行動をとる男。ルパン達の拳銃などに興味を持ち、これをもってノース家を滅ぼしたいと考えている。特に序盤ではイセカに黙ってルパン達を襲わせる。
エシカ
ノース家の王。
穏やかな性格の青年の指導者。シャイン家との戦いに乗り気ではないものの、元来の性格もあって、好戦的な宰相オビタキの専横を許してしまっている。幼年期に捕虜となったイセカと面識があり、彼女が和平の意思があると五ェ門から聞かされるとそれを信じる。
オビタキ
ノース家の宰相。
好戦的かつ野心的な男。実質的にノース家を取り仕切り、シャイン家を滅ぼすことに執念を燃やす。過去に、穏健派の宰相であったタカヤの父を謀殺し、宰相の座に就いた。捕まえた銭形の拳銃に興味を示し、後には魔毛からサブマシンガンをもらい受け、シャイン家との最後の戦いを決定する。
タカヤ
渡し舟の船頭の少年。
シャイン家の集落の外の小屋に一人住む少年。実はノース家の前宰相の息子で、父がオビタキに殺された後、母に連れられて逃げるが、その母とも死に別れる。この過去からオビタキへの復讐の機会を淡々と狙っている。とある縁から家がルパンたちの拠点となり、彼らに様々な情報を与える一方で、上記の復讐の目的からルパン達を利用しようともする。
ルパン三十三世
エンディング後のエピローグに登場する、ルパン三世の子孫。『TV第1シリーズ』でルパンが着用していた緑のジャケットを着ている。

## 声の出演
- ルパン三世、ルパン三十三世 - 栗田貫一
- 次元大介 - 小林清志
- 石川五エ門 - 井上真樹夫
- 峰不二子 - 増山江威子
- 銭形警部 - 納谷悟朗
- イセカ - 桑島法子
- ハサマ - 世古陽丸
- オビタキ - 渡部猛
- エシカ - 石田彰
- タカヤ - 大久保祥太郎
- タカヤの父 - 楠大典
- 不二子の子孫 - 西尾由佳理（元日本テレビアナウンサー）
- お不三 - 関根麻里
- 魔毛狂介 - 中村獅童
- 藤真秀
- 伊牟田大
- 定岡小百合
- 山戸恵
- 丹沢晃之
- 利根健太朗
- 今大輔
- 雨宮弘樹

## スタッフ
- 原作 - モンキー・パンチ（MPワークス、ルパン三世officialマガジン刊）
- 企画 - 奥田誠治、藤本鈴子
- 監督 - 増田敏彦
- 脚本 - 福嶋幸典、山田由香
- 音楽 - 大野雄二
- 音楽監督 - 鈴木清司
- 音響監督 - 加藤敏
- 音響効果 - 倉橋静男（サウンドボックス）
- 音響制作 - 東北新社
- 音響制作担当 - 大野拓也
- 美術監督 - 菅原清二
- 作画監督 - 八崎健二、古瀬登、今木宏明、をがわ一郎
- キャラクターデザイン/作画監督 - 平山智
- アイキャッチ - 大塚康生（特別参加）
- 色彩設計 - 山本智子
- 撮影監督 - 宮川淳子
- 編集 - 笠原義宏
- 制作担当 - 谷口理（テレコム）
- 絵コンテ - 富沢信雄、眉月裕、増田敏彦、佐藤雄三
- 演出 - 池添隆博
- プロデューサー - 中谷敏夫（日本テレビ）、尾﨑穏通（TMS）、竹内孝次（テレコム）
- アニメーション・プロデューサー - 竹内孝次（テレコム）
- アシスタントプロデューサー - 小林三紀子（日本テレビ）
- 協力プロデューサー - 笠原陽介（日本テレビ）
- 音楽プロデューサー - 山田慎也、澤藤弘一
- エンディングテーマ「ルパン三世 愛のテーマ」
  - 作詞 - 千家和也
  - 作曲 - 大野雄二
  - 歌 - 今井美樹
  - オリジナル・サウンドトラック - 「ルパン三世 霧のエリューシヴ」
- アニメーション制作 - テレコム・アニメーションフィルム
- 企画・制作 - 日本テレビ、トムス・エンタテインメント
- 製作・著作 - トムス・エンタテインメント